# بالگردگاه اضطراری دانشگاه علم و بهداشت
بالگردگاه اضطراری دانشگاه علم و بهداشت  (به انگلیسی: Oregon Health & Science University Emergency Heliport) یک فرودگاه خصوصی است. این فرودگاه در شهر پورتلند،اورگن کشور ایالات متحده آمریکا قرار دارد و در ارتفاع ۱۶۴ متری از سطح دریا واقع شده است.